# اپرا ملی استونی
اپرا ملی استونی (انگلیسی: Estonian National Opera) اپرا ملی کشور استونی است که در ساختمان تئاتر استونی مستقر است و فعالیت دارد. تأسیس اولیه این اپرا در سال ۱۸۶۵ میلادی بوده.